# Система попередження про наближення ракети

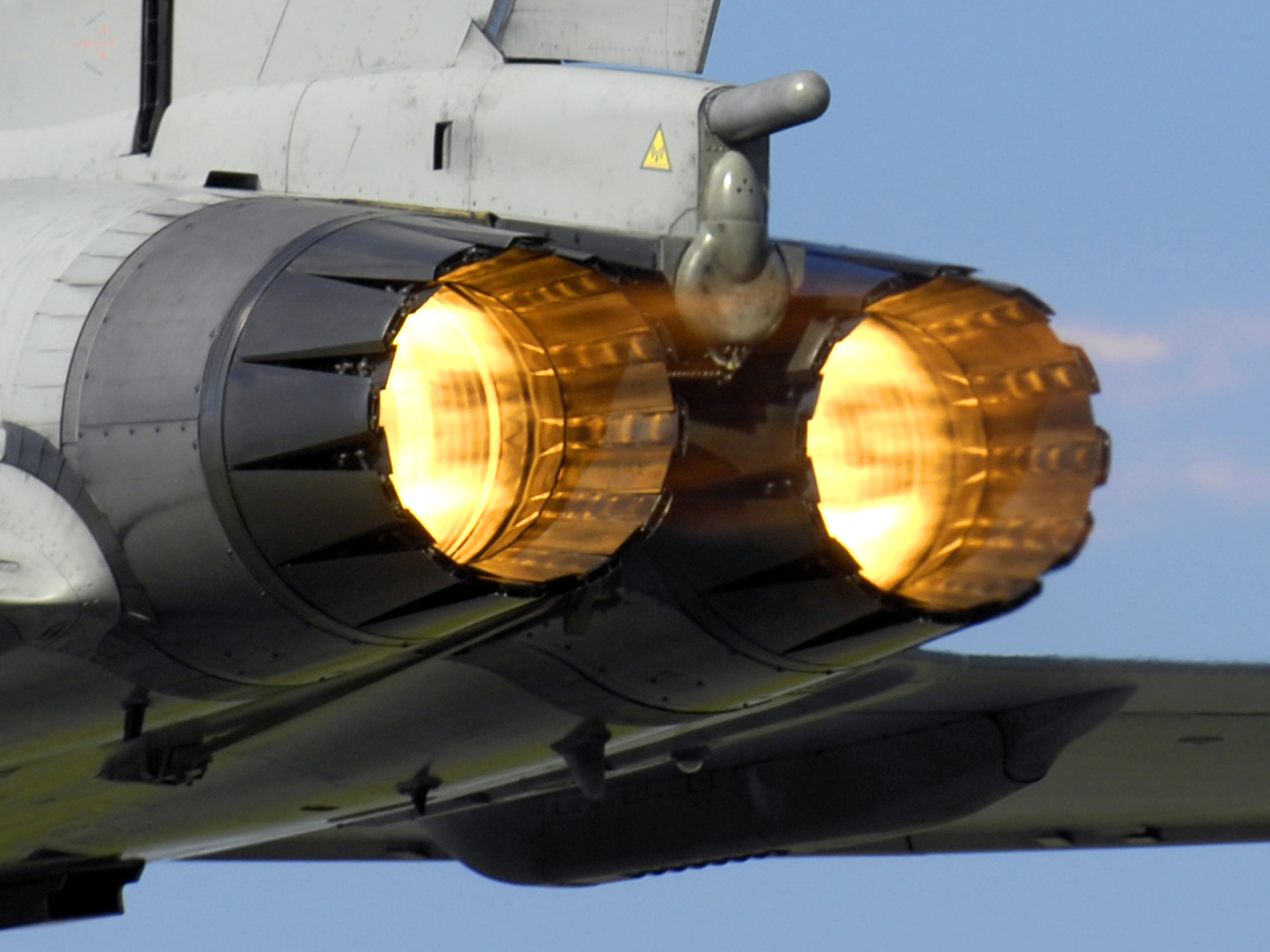
Циліндричний блок, спрямований назад, прямо над двигунами, є приймачем попередження про наближення ракети (частина Praetorian DASS).

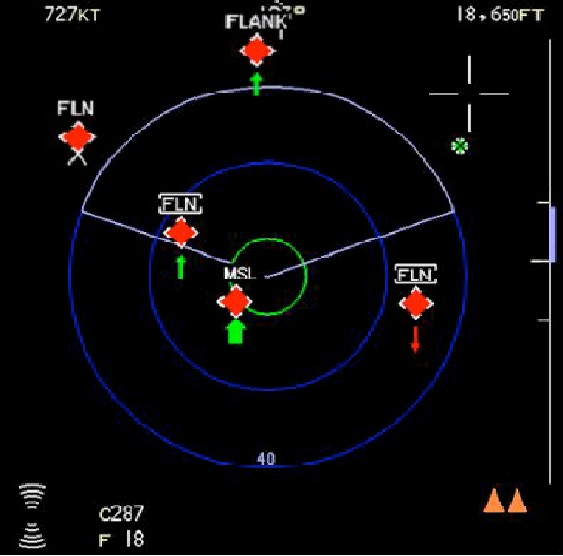
Дисплей оборонної системи DASS винищувача Eurofighter Typhoon показує цілі, виявлені системою попередження про наближення ракет. Ліворуч внизу: система онлайн (символ у формі пісочного годинника) і запаси засобів захисту (C = дипольні відбивачі, F = теплові пастки). Внизу праворуч - статус приманок. Справа - смуга кута підвищення в межах ±60° з позначками +5°, 0° та -5°. Кольорові стрілки вказують швидкість набору (зелена) або зменшення висоти (червона) за їх товщиною.

Система попередження про наближення ракети (англ. Missile approach warning, MAW) є частиною авіоніки деяких військових літаків. Датчик виявляє ракети, що атакують літак. Автоматична система попередження спонукає пілота зробити оборонний маневр і застосувати контрзаходи, щоб зірвати наведення ракети.
Перші зенітні ракетні комплекси (ЗРК) були розроблені під час Другої світової війни. Їх вплив на авіацію став суттєвим у 1950-х роках. У відповідь були розроблені засоби радіоелектронної протидії і тактика польоту для їх подолання. Вони виявилися досить успішними за умови надійного та своєчасного попередження про загрозу.

## Загроза ракет з тепловою головкою самонаведення (ТГС)
Аналіз втрат літаків через ворожі дії з 1960-х років показує, що значна частина втрат (можливо, до 70% усіх втрат) пов’язані з ракетами з ТГС, які наводяться на джерело інфрачервоного випромінювання (наприклад, двигун літака). Це може здивувати, оскільки ЗРК із радіолокаційним наведенням мають більшу дальність ураження, є швидшими, мають вищий потенціал маневрування, несуть більші боєголовки та оснащені безконтактними підривачами.
Основною причиною, чому ракети з ТГС були такими ефективними, є те, що розробка ефективних систем попередження проти них зайняла набагато більше часу. Пілоти більшості збитих літаків навіть не здогадувалися про ракетну атаку. З іншого боку, системи попередження про радіолокаційне опромінення довели свою ефективність і застосовувались раніше, що значно підвищило рівень виживання літаків після радіолокаційних загроз.
Перші ракети «повітря-повітря» з ТГС надійшли на озброєння в 1950-х роках. Ця технологія дала змогу створити більш компактні конструкції ракет і, згодом, розробити переносні зенітно-ракетні комплекси (ПЗРК) з ТГС, які надійшли на озброєння в 1960-х роках.
Такі ПЗРК відносно дешеві, стійки до несприятливих умов, прості в експлуатації, а виявити їх важко. Їм не потрібна інфраструктура, яка часто пов’язана з розгортанням ЗРК із радіолокаційним наведенням, яке часто видає їхню присутність.
Було виготовлено величезну кількість ПЗРК (з 1970 року виготовлено аж 700 000 ).
ПЗРК 2-го і 3-го поколінь, які з'явилися в 1980-х роках, мають ще більші можливості та ефективність завдяки новій технології головок самонаведення, вдосконаленим ракетним двигунам і аеродинамічним поліпшенням. Їх характеристики покращилися з точки зору дальності дії, мінімального кута пуску, потенціалу маневрування та ураження цілей за всіма кутами (ПЗРК 1-го покоління обмежувалися лише атаками в тиловому секторі). Вони також стали більш стійкими до засобів радіоелектронного захисту.
Тому ПЗРК стали ще більш небезпечними, особливо для таких уразливих платформ,  як гелікоптери, легкі літаки, комерційні та військові транспортні літаки (під час заходу на посадку та відльоту). Нижча швидкість цих платформ змушує їх проводити більше часу в зоні ураження ПЗРК порівняно з винищувачами та ударними літаками.

## Вимоги до системи попередження про наближення ракети
Захист літальних апаратів від ракет з ТГС у більшості випадків залежить, по-перше, від надійного виявлення та попередження про ракети, а по-друге, від застосування ефективних контрзаходів.
Виняток становлять всеспрямовані інфрачервоні завади, які взагалі не використовують попередження про наближення ракети, оскільки вони просто випромінюють модульовану інфрачервону (ІЧ) енергію, доки вони ввімкнені. Такі ІЧ завади існують з 1970-х років, коли були застосовані правильні методи модуляції завад, вони були достатньо ефективними проти ПЗРК 1-го покоління, які працювали в ближньому ІЧ діапазоні (довжина хвилі випромінювання 1-2&nbsp;мкм) та використовували амплітудну модуляцію сигналу в ТГС. Поява ПЗРК 2-го і 3-го поколінь змінила це. Вони працюють у середньому ІЧ діапазоні (3-5&nbsp;мкм) і використовують більш просунуті методи модуляції (наприклад, частотну модуляцію). Замість того, щоб створювати завади цим ракетам, всеспрямована ІЧ завада стала джерелом сигналу для їх наведення.

### Функціональні вимоги
Забезпечення своєчасного попередження про ракету ПЗРК з ТГС є складним технічним завданням. Ці ракети не видають свою присутність перед запуском, вони не використовують радіолокаційне наведення чи лазерне наведення, які демаскують стрільця. Вони, як правило, використовують принцип «вистрілив і забув» і можуть захопити ціль, прискоритися та досягнути цілі й знищити її за секунди. Для виявлення таких ракет можна використати притаманну їм радіолокаційну сигнатуру (хоч і невелику), а також горіння палива (яке, однак, зазвичай триває протягом дуже короткого часу).
Оскільки ПЗРК є зброєю відносно малої дальності (із зоною ураження від 1-3&nbsp;км до 3-5&nbsp;км), то тривалість польоту ракети становить близько 3-11&nbsp;с відповідно.
Система попередження має забезпечувати надійне та своєчасне попередження, щоб дати змогу здійснити заходи протидії. Необхідна майже 100% ймовірність попередження і дуже швидка реакція (приблизно 1 с) для протидії ракеті, запущеній з близької відстані.
Екіпаж покладатиметься на систему лише в тому випадку, якщо буде довіряти їй. Система попередження також повинна мати достатньо низьку частоту хибних тривог, навіть якщо датчики системи освітлюється кількома джерелами (серед яких які можуть бути загрози) з різних напрямків.
Швидка реакція на загрозу та низька частота хибних тривог є суперечливими вимогами. Прийнятне рішення потребує збалансованого підходу, щоб забезпечити найуспішніший кінцевий результат. Оскільки бажаним є попередження за якомога більший час до удару ракети, то система попередження збирає дані від датчиків, а потім формує сигнал попередження, коли досягається певний рівень достовірності. Частоту хибних тривог можна зменшити, застосовуючи оптимальну обробку інформації, що скорочує час від попередження до удару.
Ще однією дуже важливою вимогою є точна інформація про азимут і кут місця атаки. Системи спрямованої інфрачервоної протидії (англ. Directional Infrared Counter Measures, DIRCM) потребують точних кутових координат від системи попередження для достатньо точного початкового наведення (приблизно два градуси), щоб гарантувати своєчасну та успішну протидію ракетам, які наближаються.
Точна інформація про напрямок атаки також важлива для визначення напрямку викидання теплових пасток. Життєво важливо уникати ситуації, коли платформа та викинуті пастки залишаються в миттєвому полі зору ракети, що атакує. У подібних ситуаціях ракети, пройшовши повз пастки, можуть все одно влучити в платформу. Це особливо важливо для повільних літальних апаратів.
Точна інформація про напрямок атаки важлива і для правильного маневрування платформи під час викидання пасток, щоб збільшити відстань промаху. Це більш стосується швидкісних реактивних літаків. Поворот у бік ракети, що наближаються, для збільшення кута між пасткою та платформою особливо важливий у випадках, коли ракета наближається ззаду між секторами на п’ять або сім годин. Якщо інформація про напрямок атаки буде недостатньо точною, пілот цілком може повернути в неправильному напрямку та потрапити в описану вище ситуацію.
Система має бути повністю автоматизованою, оскільки час реакції людини на запуски ракет з близької відстані є надто довгим..

### Фізичні вимоги
Легкі літаки, вертольоти та винищувачі зазвичай мають обмежений простір і запас вантажопідіймальності для встановлення додаткового обладнання. Система також може спричинити несприятливий аеродинамічний опір, що вимагає мінімального розміру обладнання. Крім того, споживання електроенергії має бути в межах потужності електричної системи платформи..

### Вимоги до людино-машинного інтерфейсу
Бажано використовувати інтегрований дисплей з функціями керування, оскільки місце на приладових панелях обмежене. Якщо платформа обладнана як системою попередження про радіолокаційне опромінення, так і системою попередження про наближення ракети, інтерфейс має чітко та недвозначно відображати обидві загрози.
Інтегрований інтерфейс також повинен вказувати стан системи, режим роботи, залишкову кількість пасток тощо. Окремі панелі керування виправдані лише для цілей безпеки польоту, таких як увімкнення/вимкнення засобів радіоелектронної протидії та функції відкидання пасток.

### Міркування щодо вартості
Застосування систем самозахисту супроводжується прямими та опосередкованими витратами.
Прямі витрати охоплюють початкову ціну системи, запасні частини, а також тестове обладнання (щоб переконатися, що можливості системи зберігаються протягом усього життєвого циклу).
Встановлення та інтеграція систем самозахисту на літаках є ще одними прямими витратами.
Непрямі витрати обумовлені погіршенням можливостей літака, спричинених наявністю системи на борту, що, у свою чергу, збільшує витрати на експлуатацію літака.
Тому найнижча початкова ціна системи не обов’язково є ознакою найкращого рішення, оскільки необхідно враховувати всі фактори.

## Типи систем попередження про наближення ракет
У системах попередження використовуються три технології, які ґрунтуються, відповідно, на використанні імпульсно-доплерівського радара, інфрачервоного та ультрафіолетового випромінювання. Кожна технологія має свої переваги та недоліки, які можна підсумувати наступним чином:

### Система попередження на основі імпульсно-доплерівського радара
Переваги
- Може вимірювати відстань і швидкість наближення ракет. Таким чином, вона може визначити час до удару й оптимізувати контрзахід.
- Не залежить від горіння двигуна ракети.
- Менш чутлива до метеоумов.

Недоліки
- Радіолокаційне випромінювання системи попередження можуть видати присутність літака й, таким чином, збільшити його вразливість.
- Дальність виявлення ракет із малим радіолокаційним перетином (таких як ракети ПЗРК), обмежена, що може призвести до пізнього викидання пастки.
- Неможливо виміряти напрямок достатньо точно, щоб керувати системами спрямованої інфрачервоної протидії.
- Інші джерела радіовипромінювань можуть спричиняти хибні тривоги.
- Може створювати завади іншим радарам, якщо робочу частоту не вибрано ретельно.
- Складніше інтегрувати в літак, ніж пасивні системи, через просторові обмеження.

### Система попередження, яка використовує інфрачервоне випромінювання
Переваги
- Потенційно можна досягти більшої дальності виявлення на висоті, де немає завад від земної поверхні.
- На висоті потенційно може виявити тепло ракети після згорання двигуна, але, ймовірно, не на низькій висоті (внаслідок значних інфрачервоних фонових завад).
- Забезпечує достатньо точну інформацію про напрямок атаки для наведення системи спрямованої інфрачервоної протидії та правильного прийняття рішення щодо напрямку викидання пасток та маневрування.

Недоліки
- Дуже низьке пропускання ІЧ випромінювання рідкою водою та льодом унеможливлює всепогодну роботу. Навіть кількох десятків мікрометрів води на лінзі або в атмосфері між загрозою та датчиком достатньо, щоб ефективно засліпити датчики середньохвильового та довгохвильового ІЧ випромінювання.
- Величезна кількість природних (Сонце) і штучних ІЧ завад ускладнює роботу
- Складно забезпечити прийнятні значення частоти хибних тривог та ймовірності попередження про наближення ракет «земля-повітря» через високі інфрачервоні фонові завади, що надходять із землі.
- Потрібна величезна обчислювальна потужність, щоб вирішити проблему хибних тривог, що підвищує вартість системи.
- Два детектори (інфрачервоного та ультрафіолетового (УФ) випромінювання) використовуються в деяких системах для придушення фонових завад і зниження частоти хибних тривог. Хоча це вирішує одні проблеми, одночасно створюються інші через ускладнення системи, збільшення вимог до оптики, чутливості та надзвичайно високої швидкості обробки зображень, що негативно впливає на вартість і надійність.
- Неможливо визначити дальність до ракети.
- Традиційно ІЧ детектори мають дуже вузькі миттєві поля зору для досягнення достатньо хорошого співвідношення сигнал/шум. Тому для забезпечення кругового огляду потрібні великі масиви детекторів, що збільшує витрати
- Потрібні охолоджувані детектори, що ускладнює матеріально-технічне забезпечення життєвого циклу та призводить до високої вартості володіння (перспективним напрямком удосконалення є розробка детекторів, які не потребують охолодження).
- Перспективні ракетні двигуни з низьким ІЧ/УФ випромінюванням можуть зменшити дальність виявлення ракет.

### Система попередження, яка використовує ультрафіолетове випромінювання
Переваги
- Працює в діапазоні довжин хвиль УФ частини спектра, де немає завад від Сонця, і тому немає природних (сонячних) хибних тривог.
- Дуже висока ймовірність попередження в умовах складного фону.
- Всепогодна робота, оскільки система не чутлива до сонячних завад і майже не піддається впливу рідкої води
- Широке миттєве поле зору.
- Надає дуже точну інформацію напрямок атаки для правильного прийняття рішень щодо викидання пасток, маневрування та наведення системи спрямованої інфрачервоної протидії.
- Має короткий час реагування на пуски ракет поблизу.
- Це простіша система, ніж імпульсно-доплерівська чи інфрачервона.
- Не потребує охолодження оптичного датчика та вимагає помірної обчислювальної потужності.
- Низька вартість життєвого циклу.

Недоліки
- Щоб виявити ракету, що наближається, її двигун повинен горіти з високою ефективною температурою, що притаманно твердопаливним двигунам.
- ІЧ системи, ймовірно, кращі на висоті, але ультрафіолетові кращі проти ракет «земля-повітря».
- Не може надати фактичну інформацію про дальність, але можна оцінити час до удару за швидким збільшенням амплітуди сигналу від ракети, що наближається.
- Дальність виявлення може бути обмежена майбутніми ракетними двигунами нової технології з низьким ІЧ/УФ випромінюванням.

## Приклади систем попередження
Наявні системи попередження, а також ті, що знаходяться на стадії розробки, представляють усі три типи технологій. Кожна технологія має сильні та слабкі сторони, і жодна не забезпечує ідеального рішення.

### На основі імпульсно-доплерівського радара
Франція
- MWS - 20 (Damien) спочатку від Dassault Electronique (тепер Thales )

Ізраїль
- EL/M-2160 (ALQ – 199) від ELTA

Японія
- J/APQ – 1 * від Mitsubishi Electronic Corporation

російські системи
- LIP  (застаріла система)
- Арбалет-Д від науково-дослідницької корпорації "Фазотрон"

Великобританія
- PVS 2000 спочатку від GEC Marconi і Plessey Avionics (тепер SELEX і Thales) (застаріла система) [2]

Великобританія та Італія
- AMIDS від SELEX і Elettronica (невідомий статус виробництва/розробки)

США
- AN/ALQ – 127 спочатку від Westinghouse (тепер Northrop Grumman ) (застаріла система)
- AN/ALQ – 153 спочатку від Westinghouse (тепер Northrop Grumman) (застаріла система)
- AN/ALQ – 154 від AIL (застаріла система)
- AN/ALQ – 156 від BAE Systems EI&amp;S

### На основі інфрачервоного випромінювання
Ізраїль
- PAWS від Elisra

France
- DDM-SAMIR/DDM-NG від Sagem і MBDA [3]
- PIMAWS від BGT (невідомий статус виробництва/розробки)

Італія
- Леонардо МАІР [4]

Німеччина і Франція
- MIRAS від Hensoldt (Hensoldt Holding GmbH) і Thales

російська система
- Президент-С (БКО) від КРЕТ та науково-дослідницького інституту "Экран"

Великобританія
- ELIX-IR від Thales UK (невідомий статус виробництва/розробки)

США
- AN/AAR 44B від L-3 Cincinnati Electronics
- MIMS від Northop Grumman (невідомий статус виробництва/розробки)
- JATAS, що розробляється Alliant Techsystems (ATK) і BAE Systems за контрактом USN, початкове оперативне розгортання заплановано на кінець 2015 року.
- AN/AAR-56 від Lockheed Martin для F-22 (робочий)
- Система розподіленої апертури AN/AAQ-37 (DAS) від Northrop Grumman для F-35 (у виробництві/тестуванні)

США та Ізраїль
- PAWS - 2 від Raytheon та Elisra

### На основі ультрафіолетового випромінювання
Німеччина
- AN/AAR 60 або MILDS (система виявлення запуску ракет) від Hensoldt Holding GmbH.[5]

Ізраїль
- Guitar–350 від Rafael (невідомо щодо статусу виробництва/розробки)

Швеція/Південна Африка
- MAW 300 від Saab Avitronics

США
- AN/AAR 47 з модернізованими датчиками AN/AAR-47A(V)2.
- AN/AAR 54 спочатку від Westinghouse (тепер Northrop Grumman)
- AN/AAR 57 спочатку від Sanders (тепер BAE Systems EI&S) [6]

російська система
- 101КС-У є частиною електрооптичної системи 101КС Атолл для літаків Су-57.